# Aeródromo Reñihué
El Aeródromo Reñihué (OACI: SCRH), es un terminal aéreo ubicado junto a la localidad de Reñihué, comuna de Chaitén, Provincia de Palena, Región de Los Lagos, Chile. Es de propiedad privada.